# Bozóti nyúl
A bozóti nyúl (Lepus saxatilis) Dél-Afrikában honos nyúlfaj.

## Megjelenése

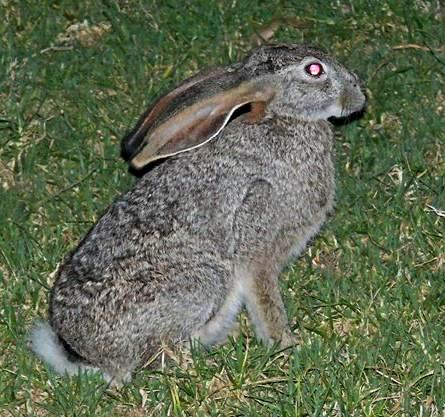

A bozóti nyúl közepes méretű nyúlféle, valamivel kisebb mint a mezei nyúl. Testméretei (súlya, hossza és fülmérete) északról délre haladva folyamatosan csökkennek. Testsúlya 1,5-4,5 kg, hossza 45–65 cm között változik. A nőstények valamivel nagyobbak a hímeknél. Fülei hosszúak. Hátsó lábai jóval hosszabbak az elsőknél és színük is világosabb. Mancsait hosszú szőr borítja.
Bundájának színe szürke vadszínű: sötétebb és világosabb foltok, szőrszálak keverednek benne, hogy elősegítsék az állat rejtőzését. Hasa fehér, farka felül fekete, alul fehér. Pofáján kétoldalt és szemei körül világosabb a szőrzete; sok példány homlokán fehér folt is megfigyelhető. Tarkóján, fülei mögött vörösbarna folt látszik. Szőre puha.
Két alfaja ismert, a L. saxatilis saxatilis és a L. saxatilis subrufus

## Elterjedése
A faj Afrika déli részén, a Dél-afrikai Köztársaságban, Lesothóban, Szváziföldön, Dél-Zimbabwéban és Dél-Namíbiában honos. Elsősorban a ligetes szavannák, bozótosok lakója; erdőkben, sivatagban, sík füves területeken többnyire nem él, bár éjszakánként kijárhat táplálkozni a nyílt rétekre. Általában 1800 m-es tengerszint fölötti magasságig található meg.

## Életmódja
A bozóti nyúl magányos állat, csak a párzási időszakban verődik kisebb csoportokba. Éjszakai életmódot folytat, többnyire napnyugta után bújik elő táplálkozni, de felhős időben reggel vagy délután is látható. Napközben a vackában pihen, ami természetes vagy általa túrt mélyedésekben, horpadásokban, a szabad ég alatt van. Vackát több napig használja, majd újat keres; ezt teszi akkor is ha megzavarták. A ragadozók elől rejtőszíne segítségével bújik el; az álcázást segíti hogy ilyenkor szinte teljesen mozdulatlan és füleit is hátrahúzza. Ha ragadozó közeledik, az utolsó pillanatig mozdulatlan marad, majd hirtelen kiugrik a vackáról és gyorsan futva, cikázva menekül.
Mivel magányosan él és rangsor nincsen közöttük, kommunikációs formái korlátozottak. Ha nyílt terepen megzavarják jellegzetes csipogó hangot ad ki. Ha egy ragadozó megfogja vagy megsebesül, hangosan visít. A bozóti nyúl esetében nem ismertek az olyan kommunikációs jelzések, mint a közeli rokonai által használt lábbal dobolás vagy territóriumának szagmirigyekkel való jelzése.
Tápláléka elsősorban a bokrok, alacsony fák leveleiből áll, az esős évszakban füvet csak ritkán eszik. A száraz évszakban elfogyasztja a fűfélék leveleit, szárát és rizómáját is. A rokon fajok időnként megrágják a bokrok kérgét, de nem ismert, hogy a bozóti nyúl mennyire hódol ennek a szokásnak. 

Rejtőző nyúl

A párzási időszakban több hím is követi az ovuláló nőstényt. A rokon fajoknál a hímek gyakran két lábra ágaskodva mellső lábaikkal taszigálják és hátsó lábukkal rugdossák egymást. A bozóti nyúl párzási viselkedését még csak kevéssé tanulmányozták. A bozóti nyulak egész évben párzanak, de a szaporodás leggyakoribb időpontja a meleg és esős nyár (szeptember-február között). A vemhesség 42 napig tart, ezután a nőstény 1-3 (átlag 1,6) kölyköt hoz a világra. A kisnyulak szőrösen és kinyílt szemmel születnek, átlagsúlyuk 115 gramm. Születése után nem sokkal már képes járni és rejtőzni. A nőstény nem készít fészket a számukra. A szülői gondozás limitált, többnyire csak éjszakánként egy szoptatásra korlátozódik. Egyévesen lesznek ivarérettek. Élettartamuk nem ismert, a közeli fajok esetében ez a szabadban öt év, fogságban hat-hét év.  

## Természetvédelmi helyzete
A bozóti nyúl gazdasági jelentősége limitált. Húsért vadásszák, de szőrméje nem különösebben értékes, ruhadarabok, pld. kesztyűk bélelésére használják. A mezőgazdaságban kisebb károkat okozhat. Nagy területen elterjedt és viszonylag gyakori faj, létét nem fenyegeti veszély, bár élőhelyének zsugorodása és helyenként a vadászat miatt populációja fokozatosan csökken. A Természetvédelmi Világszövetség Vörös listáján nem fenyegetett státusszal szerepel. 